# 丰马约尔
丰马约尔是西班牙拉里奥哈自治区的一个市镇。总面积34平方公里，总人口2553人（2001年），人口密度75人/平方公里。